# 구기자나무
구기자나무(枸杞子--)는 가지과에 속하는 낙엽관목으로 한국을 비롯한 아시아 전역에 분포한다. 열매는 구기자라 부른다.

## 생태
높이는 1~4미터이며, 가늘고 회백색을 띤 줄기에 가시가 있다. 줄기는 비스듬하게 자라면서 끝이 밑으로 처진다. 잎은 타원형 또는 달걀 모양이다. 길이는 3~8센티미터쯤 되며, 가장자리는 밋밋하다. 앞은 녹색이고 뒷면은 연한 녹색이다. 6~9월에 연한 보라색 꽃이 피고, 열매는 타원형의 장과로 8~10월에 밝은 붉은색으로 익는다. 길이는 1.5~2.5센티미터이다.

## 유래
구기(拘杞)는 중국 이름에서 유래된 것이다. 구(拘)는 탱자나무로 가시가 있는 것을 나타내고, 기(杞)는 고리버들로 이 나무의 모양을 고리버들에 비유한 것이다. 즉 구기자나무는 탱자나무와 고리버들을 합한 것과 같은 식물이라는 데서 유래된 이름이다.

## 사진

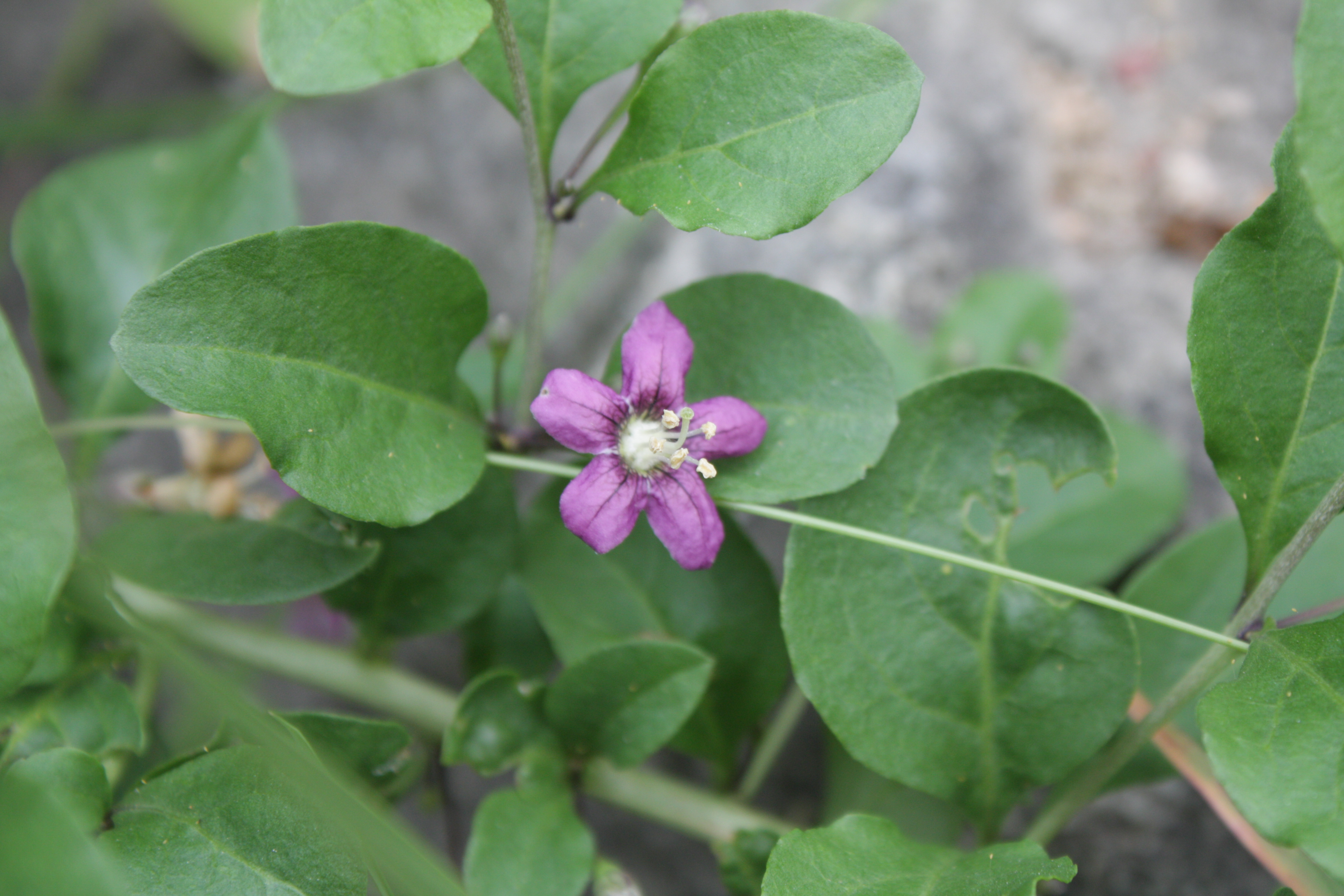
꽃
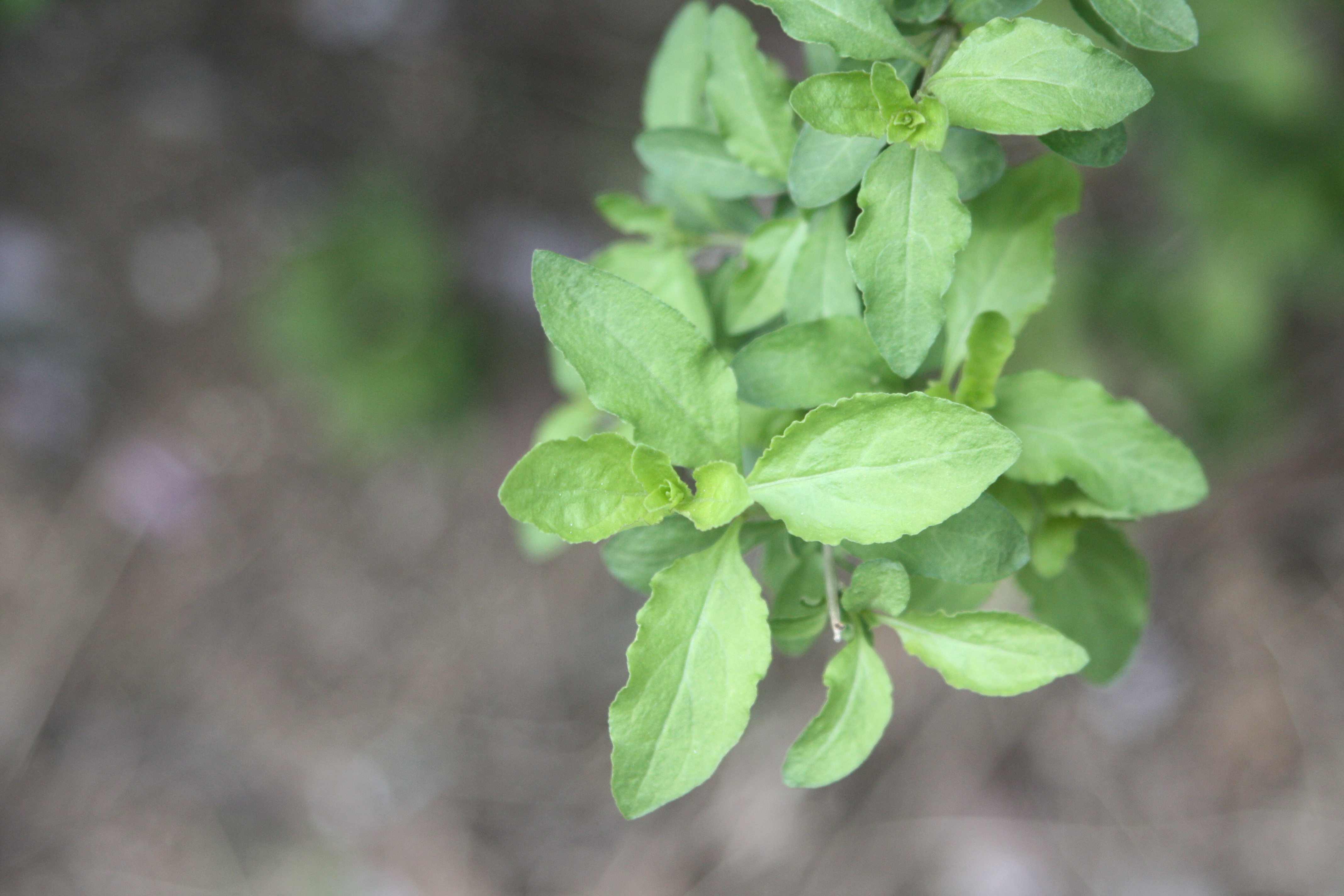
잎
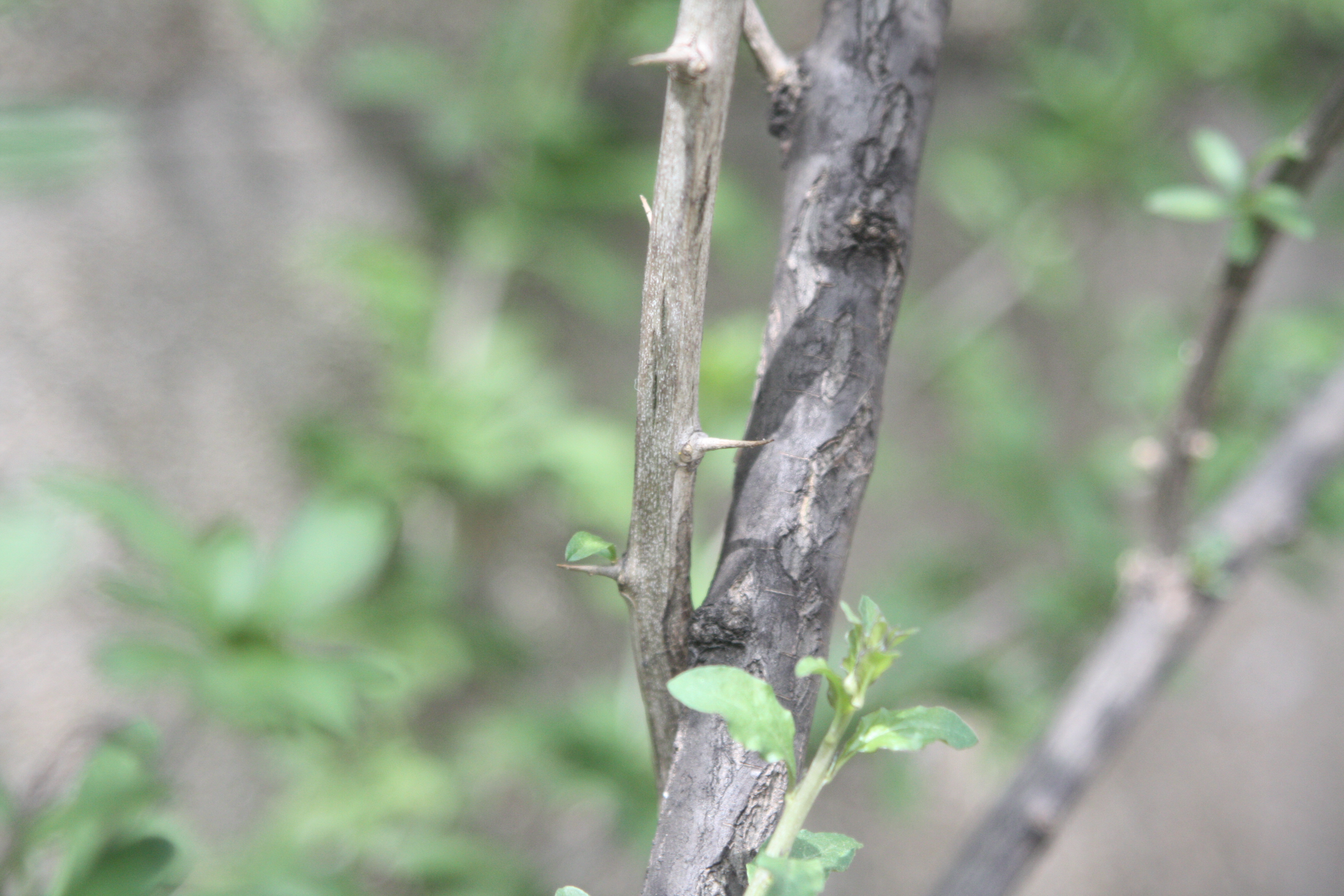
줄기와 가시
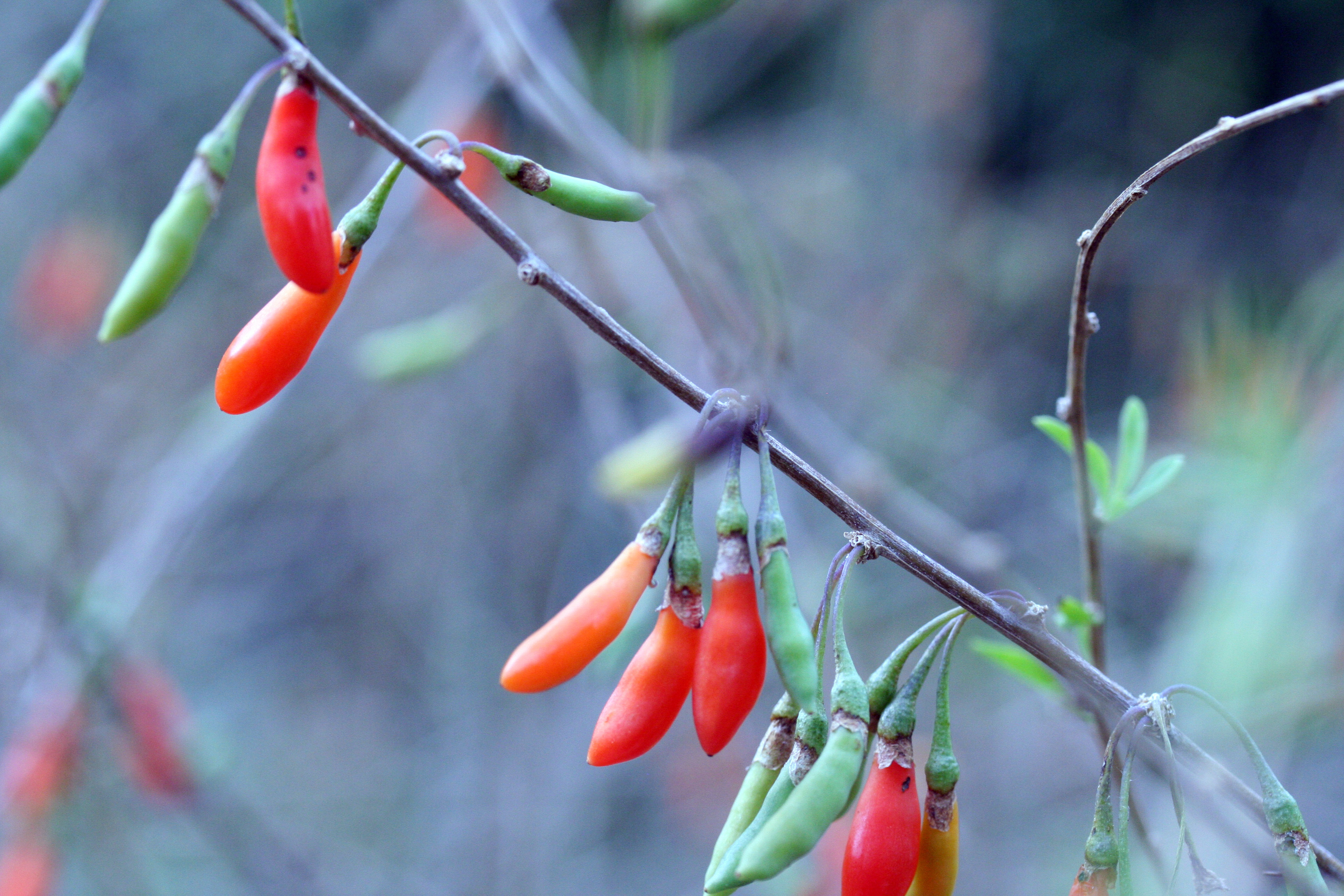
열매
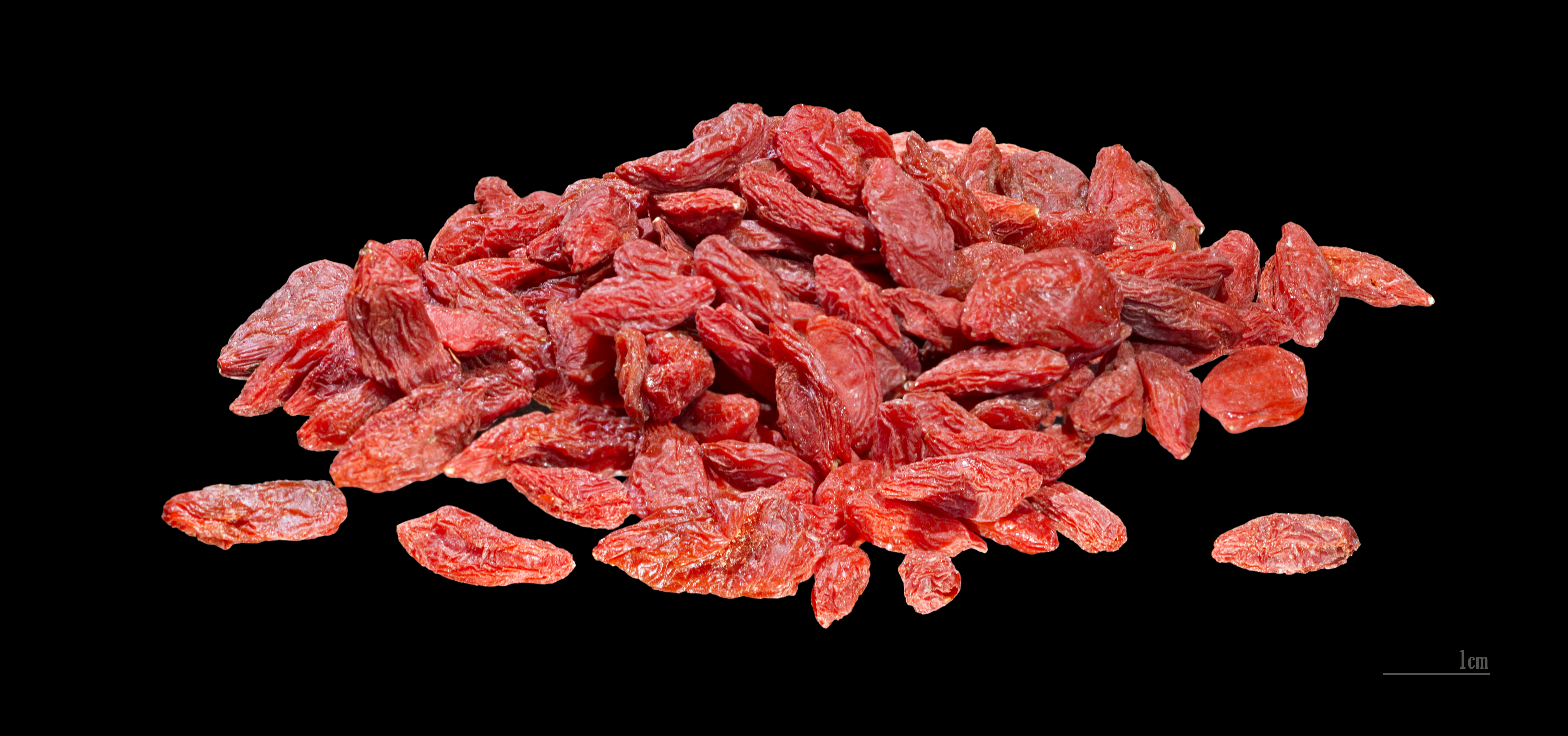

## 같이 보기
- 영하구기자